# Sunnerstabacken
Sunnerstabacken, även kallad Sunnerstagropen eller Uppsala Alpina Center, är ett populärt utflyktsmål vid Sunnerstaåsen nära Fyrisån i Sunnersta i Uppsala kommun strax söder om Uppsala.
Vintertid är området populärt bland pulkaåkare, utförs- och längdskidåkare samt året runt som friluftsområde med korvgrillning och annat.
Det finns även en stuga; Sunnerstastugan som har ett fik, en liten klättervägg och ett gym samt vintertid skiduthyrning.